# マンフェ
マンフェ（Mamfe, Mamfé）は、カメルーン南西州、マンユ地域の首都。Cross Riverの水源近く、ナイジェリアとの国境をなすマンユ川から31マイル（50キロメートル）に位置する。ギニア湾からは100マイル（160キロ）北に当たる。人口31,641人（2015年）。

## 概要
伝統宗教（例：Obasinjom, Ekpe Society etc.）及びそれに基づく伝統医学の中心として知られる。このあたりの家の前には、コンクリート製の人の形などをしたモニュメントがある。京都大学の学者らはこれを「墓らしい」と報告している。
市内のインフラ（特に道路）が整備されてないことでも知られていたが、近年になって道路は舗装され、良好な状態となった。鈴鹿8耐ライダーの山田達也の証言によると、2011年3月の時点でマンフェに出入りする道路が舗装されていなかったが、現在では舗装されている（Mamfe - Bamenda, Mamfe - Kumba, Mamfe - Ekok）。
国立病院、空港あり。空港は、現在定期便は就航していない（もっぱら軍用）。郵便局あり。ここから電報が打て、電話（国際電話含む）もかけられる。
1962年、平和部隊がこの国に派遣されて以来、マンフェ地域に駐留している。

### 語源
Mamfeという名称はニャン語に由来する。ドイツ人が初めてCross River流域のこの地に来た時、Egbekaw Riverの河床で砂を運んでいた現地人にあいさつし、ここがどこか質問した。Banyang族の男は理解できず、彼の方言で"Mamfie fah ?(「どこに置けばいいんだ？」)"と言った。ドイツ人たちはこれを"Mamfe"と聞き取り、この地をマンフェと呼ぶことにした。

### 住民
この街の開拓者たちと先住民たちがEgbekaw村, Small Manfe村を含むいくつかの小さな村を建設した。住民はマンフェ諸語の一つ・ニャン語を母語として使う。公用語としての英語も、ピジン言語やEjaghamなどの方言と共に使う。ナイジェリア人の比率が高いことでも注目に値する。

## 教育
長い間大学はなかったが、Blessed John XXIII Minor Seminaryの設立が認可されている。開校はまだ。カメルーン初の女子ボーディングスクールとしてThe Queen of the Holy Rosary Collegeがある。教員養成所が1か所、職業訓練校が数か所ある。

## 気候
熱帯モンスーン気候（ケッペンの気候区分・Am）に分類される。マンフェ盆地と呼ばれる低地、しかも河谷にあるため、湿度が90％を超えることがある。乾季は10 - 11月から3月までで、気温が高い（30 - 32℃）ことが特徴である。雨季は3 - 4月から始まり、9 - 10月に終わる。年平均降水量は3500 - 4000ミリで、月降水量のピークは7月と8月に集中している。
| Mamfeの気候              | Mamfeの気候  | Mamfeの気候  | Mamfeの気候   | Mamfeの気候   | Mamfeの気候    | Mamfeの気候    | Mamfeの気候    | Mamfeの気候    | Mamfeの気候    | Mamfeの気候   | Mamfeの気候  | Mamfeの気候  | Mamfeの気候     |
| 月                       | 1月          | 2月          | 3月           | 4月           | 5月            | 6月            | 7月            | 8月            | 9月            | 10月          | 11月         | 12月         | 年              |
| ------------------------ | ------------ | ------------ | ------------- | ------------- | -------------- | -------------- | -------------- | -------------- | -------------- | ------------- | ------------ | ------------ | --------------- |
| 平均最高気温 °C （°F）   | 31.4 (88.5)  | 33.5 (92.3)  | 33.3 (91.9)   | 32.9 (91.2)   | 32.1 (89.8)    | 30.8 (87.4)    | 29.0 (84.2)    | 28.7 (83.7)    | 30.1 (86.2)    | 30.9 (87.6)   | 31.4 (88.5)  | 31.1 (88)    | 31.3 (88.3)     |
| 日平均気温 °C （°F）     | 25.6 (78.1)  | 27.2 (81)    | 27.9 (82.2)   | 27.8 (82)     | 27.3 (81.1)    | 26.5 (79.7)    | 25.6 (78.1)    | 25.4 (77.7)    | 25.9 (78.6)    | 26.5 (79.7)   | 26.4 (79.5)  | 25.8 (78.4)  | 26.5 (79.7)     |
| 平均最低気温 °C （°F）   | 19.9 (67.8)  | 21.0 (69.8)  | 22.2 (72)     | 22.5 (72.5)   | 22.5 (72.5)    | 22.2 (72)      | 22.0 (71.6)    | 21.9 (71.4)    | 21.8 (71.2)    | 21.9 (71.4)   | 21.6 (70.9)  | 20.3 (68.5)  | 21.6 (70.9)     |
| 降水量 mm （inch）       | 17.8 (0.701) | 57.0 (2.244) | 157.1 (6.185) | 224.3 (8.831) | 272.0 (10.709) | 372.8 (14.677) | 479.2 (18.866) | 465.1 (18.311) | 488.9 (19.248) | 415.8 (16.37) | 93.4 (3.677) | 28.6 (1.126) | 3,072 (120.945) |
| 平均降水日数 （≥1.0 mm） | 2            | 4            | 11            | 17            | 20             | 24             | 25             | 27             | 26             | 24            | 8            | 2            | 190             |
| 平均月間日照時間         | 181.9        | 173.6        | 167.5         | 166.7         | 167.7          | 131.0          | 87.2           | 72.8           | 101.3          | 135.3         | 171.9        | 187.9        | 1,744.8         |
| 出典：NOAA               |              |              |               |               |                |                |                |                |                |               |              |              |                 |

## 産業
アブラヤシ（パーム油および種子）、バナナ、ココア、コーヒー、キニーネ、堅木が取引される。
ガソリンは、スタンドではなく露天で大きなガラスの瓶に入った状態で売っている。

### 観光
旅行者にとって快適な気候とは言えないが、小規模ながら観光産業が存在する。見所はドイツ時代に作られた古い橋・Mamfe Cross、マンフェ川（Mamfe River）、マンフェ大聖堂（Mamfe Cathedral）。ホテルは、数が多いとは言えないが、それでも西洋からの観光客を受け入れ可能である。